# Danielle Dubé
 (novembre 2017).
Si vous disposez d'ouvrages ou d'articles de référence ou si vous connaissez des sites web de qualité traitant du thème abordé ici, merci de compléter l'article en donnant les références utiles à sa vérifiabilité et en les liant à la section « Notes et références ».
Pour les articles homonymes, voir Dubé.
Danielle Dubé est une femme de lettres québécoise. Elle est romancière, auteure de récits de voyage et nouvelliste. Danielle Dubé a aussi œuvré comme recherchiste et journaliste à Radio-Canada, ainsi que professeure de journalisme au Cégep de Jonquière.

## Biographie
Née près de Métis-sur-Mer dans la région du Bas St-Laurent, Danielle Dubé a vécu dans la ville de Québec et dans la région administrative de l'Estrie, et réside maintenant au Saguenay. Elle a enseigné l'histoire et le français, avant de devenir, en 1978, journaliste et professeur de journalisme au Cégep de Jonquière. Lauréate du prix Robert-Cliche en 1984 pour Les olives noires, elle n'a pas cessé depuis de poursuivre sa démarche d'écriture avec Un lac, un fjord, un recueil collectif de nouvelles, Un été en Provence, récit de voyage en collaboration avec Yvon Paré, et deux autres romans Le dernier homme et Le carnet de Léo.

## Œuvres

### Les olives noires
En 1970, pendant que le Québec est secoué par la Crise d’octobre, un jeune couple de Québécois, leur enfant et un ami échouent sur une plage méditerranéenne de l’Espagne qui vit les dernières années de la dictature franquiste. Le couple se déchire. Christiane tente de retrouver son équilibre, d’échapper aux exigences de la vie domestique et aux diktats de son compagnon. Un roman actuel, sensuel et fascinant qui évoque une jeunesse rêvant d’un monde différent. Un long cri de libération qui s’ancre dans l’histoire collective et rejoint les préoccupations de notre époque.

### Un lac, un fjord
Il était une fois quatorze écrivains qui voyaient leur région comme une carte postale. Sous différents angles, l'image inspirait des mots: la présence de l'eau, des pensées de gamins, des amours déçues, une ville qui change au gré des temps et des saisons, une inconnue sur un bateau tout près d'un fjord qui sommeille. Voilà quelques-uns des sujets traités dans ce recueil estival.
Cet ouvrage regroupe quatorze textes, tantôt nouvelles, tantôt poèmes, d'auteurs de la région du Saguenay–Lac-Saint-Jean. C'est d'ailleurs cette région qui est la trame commune des écrits puisque chacune des actions s'y situe.L'originalité du recueil demeure dans la diversité des genres exploités, des gammes de sentiments avec lesquels les auteurs ont joué et dans la légèreté des sujets traités.

### Un été en Provence
On entre dans ce récit de voyage comme dans une auberge familiale. On hume les mets et le parfum des fleurs. Çà et là, des pensées sur des auteurs aimés. Et puis des visites guidées. Un beau voyage, autant pour le corps que pour l'âme.

### Le dernier homme
Danielle Dubé, Le dernier homme, Chicoutimi : JCL éditions, Collection Couche-tard, 1993, 383 p. ; 18 cm.

### Le carnet de Léo
Voilà un récit qui séduit par la qualité de son écriture et par la justesse du ton.
Qui est cet homme, prénommé Léo, qui vient tout juste de mourir? Qui est-il ce père, sinon un dieu inaccessible et taciturne (cela lui est venu sur le tard), toujours en fuite, toujours en quête de lui-même et de sa vérité?
Cette incessante poursuite n'est-elle pas vaine, comme l'a si bien appris Don Quichotte de la Manche? Courir après les chimères, est-ce le propre de l'homme? Sommes-nous des Ulysse plus heureux dans leur fuite que sur leurs terres? Sommes-nous tous des François Paradis, ou des Survenant qui fuient les femmes aimées pour mieux les rêver?
C’est la grande question qu'aborde ce récit à la suite de la mort du Père. Une tentative pour renouer avec cet être absent et le sentiment que tout fuit de toutes parts et qu'il est vain de vouloir toucher du doigt une figure sacrée sans qu'elle s’effrite sous nos doigts.

### Le bonheur est dans le fjord
Laissez-vous dérouter en suivant les lacets de ce livre. Des lieux aux noms évocateurs: Chicoutimi, Tadoussac, Rivière-Éternité, Sainte-Rose-du-Nord. Laissez-vous porter par un superbe capteur de rêves mu par le soleil, le vent, les mouvements secrets de la terre, des baleines et des bélugas. On dirait une utopie que l’on suit des yeux, ravis, les bras ouverts.

### Le tour du Lac en 21 jours
Vous envisagez de faire le tour du Lac-Saint-Jean? Vous avez le choix entre le guide usuel dont on connaît la recette et cette anthologie que vous présentent avec amour, humour et passion deux romanciers de la région. Et ne croyez pas que vous allez y perdre au change: ce livre est une mine de renseignements et il vous offre en prime le plaisir de la lecture. C’est capiteux. Ça fait des bulles. Ça fait même rire…

### Ciel de Kyoto
Le Japon, je n'en suis pas revenue. De la beauté des milliers de cerisiers en fleurs dans les rues ou les jardins, sous la pluie ou le soleil, sur les kimonos des femmes. De toutes ces splendeurs printanières qui prêtent à la contemplation le long du sentier du philosophe à Kyoto, autour des temples. Les empereurs à la fin des guerres faisaient ériger de gigantesques bouddhas laqués or pour apaiser leur peuple, ramener la paix. Ce qui n’a pas empêché Pearl Harbour, Nagasaki, Hiroshima…
Je n’en suis pas revenue de cette délicatesse, de ce raffinement dans l'art de vivre et de l’accueil que l’on faisait aux gens, particulièrement dans les ryokans, ces auberges traditionnelles avec shojis, tatamis et bains d'eau chaude donnant sur la lune et les toits de Kyoto. Du plaisir de déguster un saké chaud avec ses compagnes de voyage après un bain ou une journée de marche. Puis de partager en yukata le repas servi par des femmes, autour de grandes tables, toujours des femmes, sauf dans les monastères des moines bouddhistes.
Nous étions dix Québécoises à parcourir ce pays paradoxal, entre Hiroshima et Tokyo, en passant par l’île sacrée de Miyajima, les Alpes japonaises et Kyoto, la majestueuse inoubliable. Sur la piste de Bashô, Nicolas Bouvier, Mishima, Murakami et Murasaki Shikibu. Une poétesse et dame de la cour du XIe siècle qui, à la demande du prince Genji, a écrit le premier de tous les romans, Le Dit du Genji. Mon récit commence à l’entrée du parc du Mémorial de la Paix, près de la rivière Ota, à Hiroshima.
parc du Mémorial
des femmes lisent L’Amant
sous les cerisiers en fleurs

### Entre toi et moi, recueil de haïkus
Nicole Houde nous a quittés en février 2016. Pour lui rendre hommage, Danielle Dubé a voulu réunir ces haïkus qu’elles ont écrits et partagés au fil des saisons. Ils évoquent ce que fut leur amitié et leur complicité. Ils nous livrent surtout leurs deux regards émerveillés sur la vie et la nature.

## Honneurs
- 1984 - Prix Robert-Cliche, Les olives noires
- 1984 - Prix littéraire du CRSBP du Saguenay–Lac-Saint-Jean